# Francis Walder
Francis Waldburger, más conocido como Francis Walder (Ixelles, 5 de agosto de 1906 - París, 16 de abril de 1997) fue un escritor y militar belga , ganador del premio Goncourt en 1958 con la novela Saint-Germain ou la Négociation (Saint-German o la negociación).

## Biografía
Francis Walder estudió en la Escuela real militar de Bélgica (École royale militaire). En 1940, durante la Segunda Guerra Mundial, combatió, como oficial de artillería, en la batalla del río Lys y, a continuación, fue hecho prisionero y retenido en Alemania durante 5 años. Tras la guerra, participa en las discusiones diplomáticas representando al ejército belga. Esta experiencia le servirá para su obra. Como militar de carrera, apenas publica varios textos filosóficos (L'Existence profonde, Les Saisons de l'esprit) antes de consagrarse a la literatura una vez licenciado.
En 1958 recibe el premio Goncourt por Saint-Germain ou la Négociation, una novela histórica que relata con gran sutileza las negociaciones entre la corona de Francia y los hugonotes en 1570, que acabaron en la frágil paz de Saint-Germain, que puso fin a la tercera de las guerras de religión de Francia, entre católicos y protestantes. 
Francis Walder escribe otras dos novelas históricas: Une lettre de Voiture (Gallimard, 1962), en que la acción se sitúa en el siglo XVII, dando vida al cortesano y poeta Vincent Voiture, y Chaillot ou la coexistence (Belfond, 1987), que ilustra la cohabitación política de Luis XIII y el cardenal Richelieu, y la coexistencia del cardenal y Gastón de Orleans, duque de Orleans y hermano del rey. Sus novelas tienen un aire de pesimismo debido al espectro de un amor imposible entre personas de origen y rango social muy diferentes.

## Obras
- L'Existence profonde, ensayo, 1953
- Les Saisons de l'esprit, ensayo, 1955
- Saint-Germain ou la Négociation, 1958. Premio Goncourt. En inglés, The negotiators, McDowell, Obolensky, 1959. En castellano, Saint-Germain o la negociación, en la obra Los premios Goncourt de novela, de Plaza y Janés.
- Cendre et or, 1959
- Une lettre de Voiture, 1962
- Chaillot ou la coexistence, 1987
- Le Hasard est un grand artiste, 1991